# 기로스
기로스(그리스어: γύρος 이로스[*])는 그리스의 세로 회전구이 고기 요리이다. 주로 돼지고기로 만들지만, 닭고기 등 다른 고기를 쓰기도 한다. 흔히 피타에 채소와 올리고 소스를 곁들여 내며, 랩처럼 말아 내기도 한다. 그리스의 국민 음식 가운데 하나로 여겨진다.

## 이름
그리스어 "γύρος"를 외래어 표기법에 따라 한글로 표기하면 "이로스"이지만, "기로스"라는 표기가 흔히 사용된다. 그리스어로 "이로스(γύρος)"는 "회전"이라는 뜻이며, 어원은 "고리, 동그라미"를 뜻하는 고대 그리스어 "귀로스(γῦρος)"이다.
음식 이름으로서의 "이로스"는 튀르키예어 "되네르(döner)"를 번역차용한 것이다. 과거에는 "되네르"를 음차한 말인 "도네르(ντονέρ)"가 사용되었는데, 1970년대에 튀르키예 색채가 너무 짙다는 이유로 비판을 받아 "이로스"라는 이름으로 순화·대체되었다.

## 역사
19세기 오스만 제국의 부르사에서 만들어진 세로 회전구이인 되네르가 그리스로 전해졌다. 제2차 세계 대전 이후 아테네에서는 아나톨리아·중동 출신 이민자들이 양고기 되네르를 길거리 음식으로 팔았으며, 이것이 이후 돼지고기로 만들어 자지키 등을 곁들인 그리스식 기로스로 발전했다.

## 만들기
고기는 주로 돼지고기를 쓰고, 닭고기를 사용하는 경우도 있다. 그리스와 키프로스 바깥의 그리스·키프로스 음식점에서는 양고기, 쇠고기 등으로 만든 기로스를 팔기도 한다. 돼지고기 부위 중에서는 주로 목살을 사용한다. 고기를 저며서 고기망치로 두드려 얇게 편 다음, 양념하고 회전구이용 꼬챙이인 스핏에 꽂아 쌓아 세로 회전구이 방식으로 굽는다. 양념으로는 오레가노 등 허브, 쿠민 등 향신료, 양파와 마늘 등 향신채와 올리브유, 식용유, 식초, 꿀, 머스터드 등이 사용되며, 토마토와 피망, 양파 등의 채소를 함께 굽기도 한다.
돼지고기 기로스에 아테네와 펠로폰네소스에서는 자지키를, 크레타와 주위의 섬 지역에서는 양젖으로 만든 여과 요거트를, 그리스 북부에서는 머스터드와 케첩을, 케르키라에서는 "살차 스티파두(σάλτσα στιφάδου)"라 불리는 소스를 곁들여 낸다. 닭고기 기로스에는 양젖으로 만든 여과 요거트나 케첩과 머스터드를 곁들인다. 기로스는 흔히 토마토, 양파, 감자 튀김 등과 함께 낸다. 피타에 올려 내거나 랩처럼 말아 내기도 한다.

## 사진

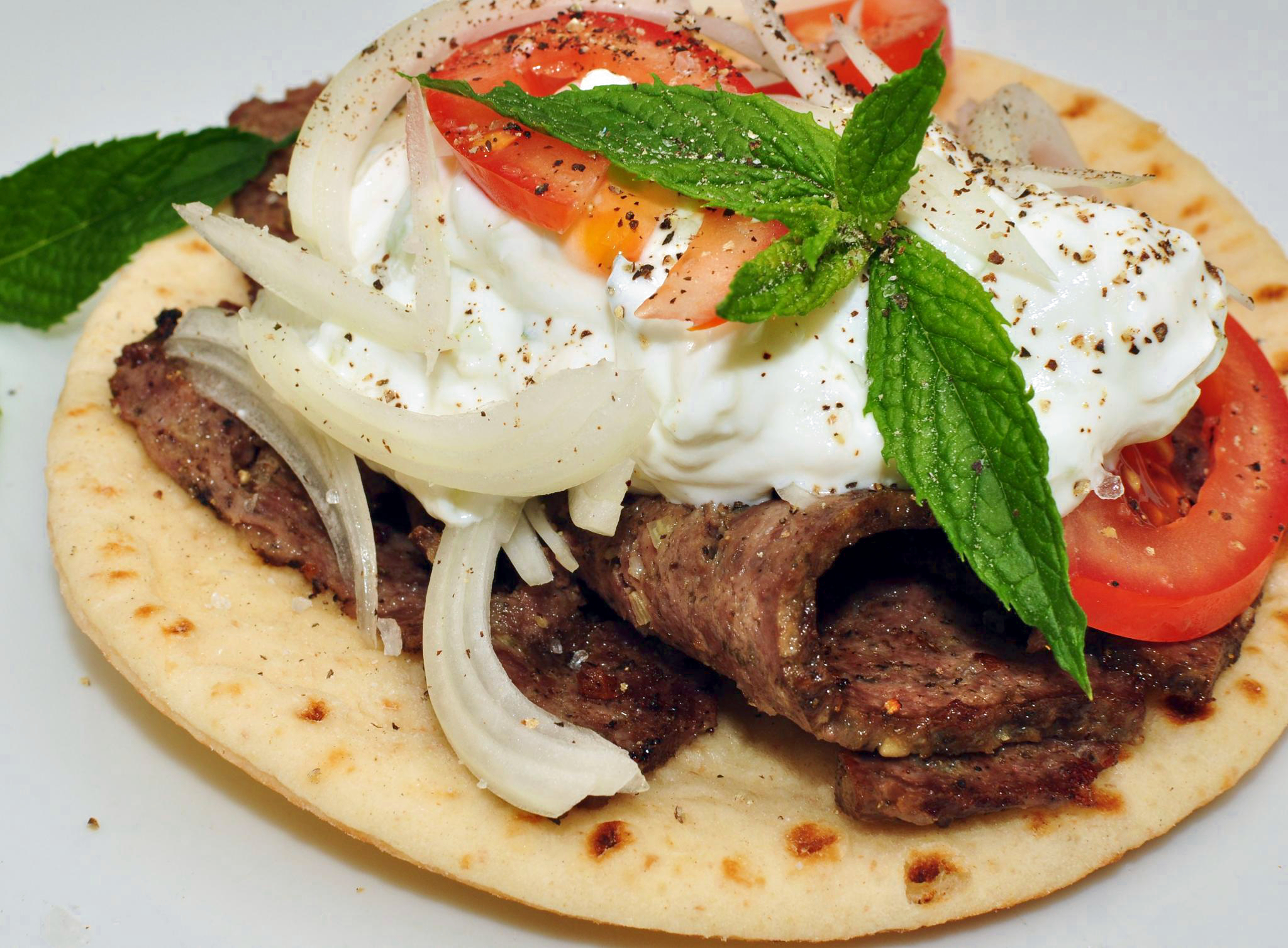
피타에 올린 기로스
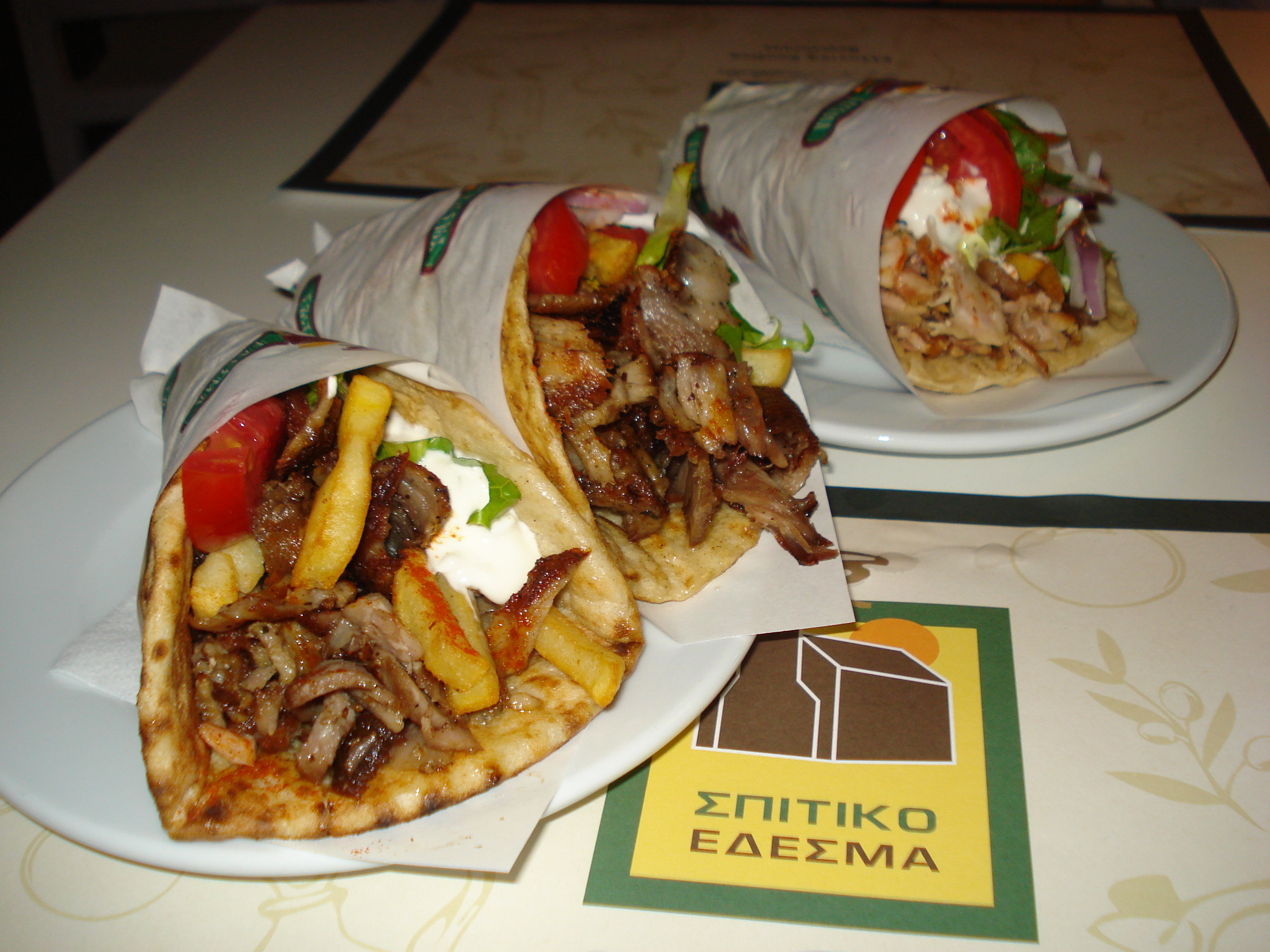
기로스 랩

## 같이 보기
- 되네르
- 샤와르마
- 타코 알 파스토르